# Ken Wilber

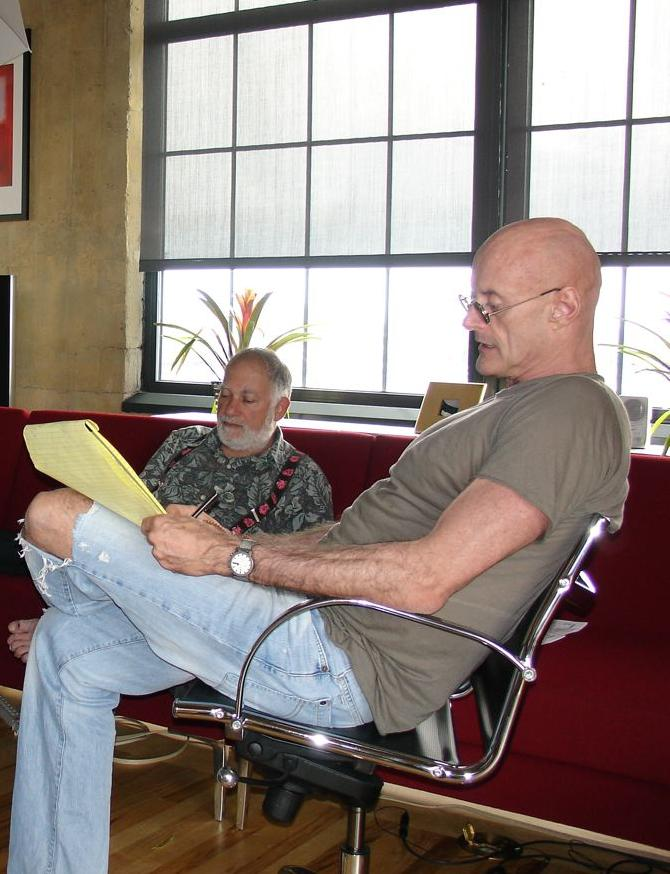
Ken Wilber

Ken Wilber, właśc. Kenneth Earl Wilber Jr. (ur. 31 stycznia 1949 w Oklahoma City) – amerykański filozof, socjolog, psycholog, teoretyk systemów oraz pisarz. W swojej pracy zajmuje się również kulturą, duchowością i mistycyzmem. Jest twórcą integralnej teorii świadomości, propagatorem integralnej praktyki oraz założycielem „Instytutu Integralnego”. Podobnie jak Stanislav Grof uważany jest za twórcę psychologii transpersonalnej. Autor systematycznie odmawia uczestnictwa w standardowej naukowej wymianie myśli i nie poddaje swoich prac procedurze krytyki (peer review).

## Życie
W 1968 roku Wilber zapisał się na studia przedmedyczne na Uniwersytecie Duke’a. Jednak prawie w tym samym czasie doświadczył rozczarowania nauką i tym, co ma ona do zaoferowania. Zainteresował się literaturą Wschodu, a dzieło Daodejing stało się katalizatorem jego przemiany i zainteresowania się buddyzmem. Porzucił studia na Uniwersytecie Duke’a, zapisał się na Uniwersytet w Nebrasce i tam ukończył studia ze stopniem licencjackim zarówno z biologii, jak i z chemii.
W 1973 zakończył rękopis swojej pierwszej książki, The Spectrum of Consciousness, w której poszukiwał punktów wspólnych wiedzy z różnych dziedzin. Książkę po odrzuceniu jej przez ponad 20 wydawnictw ostatecznie opublikowało wydawnictwo Quest Books w 1977. Została ona bardzo dobrze przyjęta. W recenzjach porównywano Wilbera do takich wybitnych uczonych jak William James czy Sigmund Freud, a nawet nazywano go „Einsteinem świadomości”.
Sukces przyniósł sposobność do prowadzenia wielu wykładów i warsztatów. Po roku Wilber jednak zrezygnował z pracy wykładowej, by zgodnie ze swoim powołaniem, poświęcić więcej czasu pisaniu. W 1978 zaangażował się w tworzenie czasopisma ReVision. Przełom lat 70. i 80. XX w. obfitował w ważne dzieła: 1979 wydał No Boundary (Niepodzielone), w którym przedstawił w sposób popularnonaukowy tezy zawarte w The Spectrum of Consciousness. Następnie w 1980 ukazała się socjologiczna praca o rozwoju człowieka, The Atman Project, a rok później Up From Eden (Eksplozja świadomości).
W 1983 Wilber poślubił swoją drugą żonę Terry (Treyę) Killam. W krótkim czasie po ślubie wykryto u niej raka piersi. Od tego czasu do śmierci Treyi w styczniu 1989 Wilber porzucił większość swoich prac, by opiekować się żoną. Ich wspólne doświadczenie zostało opisane w książce Grace and Grit (Śmiertelni nieśmiertelni) wydanej w 1991.
W 1995 ukazał się Sex, Ecology, Spirituality (SES) – pierwszy tom planowanej przez Wilbera Kosmos Trilogy. Chcąc przybliżyć poglądy przedstawione w SES szerszemu gronu czytelników, Wilber w 1996 napisał popularnonaukowe streszczenie w formie fikcyjnego wywiadu-rzeki zatytułowane A Brief History of Everything (Krótka historia wszystkiego). Rok później wydał zbiór artykułów, które napisał dla ReVision na temat związków nauki i religii w książce Eye of the Spirit.
Przez cały rok 1997 prowadził dziennik, w którym opisał swoje osobiste świadectwo doświadczania kosmicznej świadomości (zwanej też jednym smakiem). Dziennik został wydany dwa lata później pod tytułem One Taste (Jeden Smak).
W 1999 Wilber ukończył Integral Psychology (Psychologia Integralna), a rok później A Theory of Everything (Integralna teoria wszystkiego), w której opisuje istniejące i możliwe związki biznesu, polityki, nauki, duchowości z teoriami rozwoju, takimi jak dynamika spiralna.
Dwa lata później ukazała się jego powieść Boomeritis, w której Wilber dokonał próby scharakteryzowania swojego pokolenia na gruncie amerykańskiej rzeczywistości.
Od 1987 Wilber żyje w Boulder (Kolorado), gdzie pracuje nad swoją trylogią, nadzorując działanie Instytutu Integralnego.
Wilber praktykuje medytację buddyjską w nurcie buddyzmu madhjamaka. W szczególności bliska jest mu filozofia Nagarjuny, sam jednak nie określa siebie jako wyznawcę buddyzmu.

## Poglądy

### Holony i filozofia neowieczysta
Teoria integralna – największe, jak do tej pory, osiągnięcie teoretyczne Wilbera opiera się na koncepcji holonów, które są całością same w sobie i jednocześnie częścią innych holonów. Są one podstawowym i w zasadzie jedynym budulcem rzeczywistości. Holony pogrupowane są w tzw. holarchie, czyli gniazdowe uszeregowania holonów, gdzie każdy „mniejszy” holon znajduje się wewnątrz holonu „większego”, w odróżnieniu od hierarchii, gdzie kolejne elementy znajdują się „nad” lub „pod”, a nie „wewnątrz” lub „na zewnątrz”. Odnajdujemy tu inspiracje filozofią wieczystą, której Wilber jest twórczym kontynuatorem. Co jednak dla klasycznej filozofii wieczystej było hierarchią, dla Wilberowskiej filozofii neowieczystej jest holarchią obejmującą coraz większymi okręgami materię, ciało (życie), umysł (psychikę, rozum), duszę i ostatecznie niedualnego Ducha (składowe wielkiej holarchii mogą być oczywiście znacznie bardziej zróżnicowane).
Ta część koncepcji Wilbera jest też najbardziej krytykowana. Autor nie poddaje swoich prac standardowej procedurze recenzji przez innych specjalistów w danej dziedzinie, co naraża go na zarzuty tworzenia kultu i tworzenia fantastyki naukowej.

### AQAL
Wilber zauważył, że istnieją cztery nieredukowalne do siebie holarchie, które dotyczą czterech nieredukowalnych do siebie „części” każdego holonu. Mianowicie odnoszą się do jego wnętrza i powierzchni i to zarówno w jego indywidualnych, jak i zbiorowych aspektach. Tak powstał AQAL (ang. All Quadrants All Levels) – model rzeczywistości stworzony na podstawie badań zestawiających holarchie stworzone przez naukowców z różnych dziedzin i epok (premodernistycznych, modernistycznych, postmodernistycznych, wschodnich i zachodnich). Wilber zauważył, iż całość rzeczywistości można opisać za pomocą czterech perspektyw, które nazywa ćwiartkami. Cztery ćwiartki rzeczywistości Wilber przedstawia przestrzennie:
- ćwiartki tzw. Lewej Ręki – intencjonalna (Górna Lewa) i kulturowa (Dolna Lewa) – to rzeczywistość ujmowana subiektywnie, od wewnątrz;
- ćwiartki tzw. Prawej Ręki – behawioralna (Górna Prawa) i społeczna (Dolna Prawa) – to rzeczywistość ujmowana obiektywnie, od zewnątrz, powierzchniowo;
- ćwiartki Górne – intencjonalna i behawioralna – to rzeczywistość indywidualna, jednostkowa;
- ćwiartki Dolne – kulturowa i społeczna – to rzeczywistość zbiorowa, wspólna.

Cały czas opisywana jest ta sama rzeczywistość, jednak z czterech różnych perspektyw. Każdy holon posiada te cztery aspekty.
Jeśli Prawą Rękę potraktujemy wspólnie jako obiektywną rzeczywistość, otrzymamy tzw. Wielką Trójkę – My (Dolna Lewa), To (Prawa) i Ja (Górna Lewa) – która jest odpowiednikiem odwiecznych wartości – Dobro, Prawda, Piękno, którymi zajmują się kolejno moralność, nauka i sztuka. Największym nieszczęściem modernizmu według Wilbera jest to, iż po odróżnieniu Wielkiej Trójki (co uważa za zasługę modernizmu) nastąpiło rozszczepienie tych dziedzin. Postmodernizm powinien zatem dążyć do połączenia, zintegrowania i uznania wszystkich trzech perspektyw.

### Psychologia integralna
Jednym z zasadniczych pojęć w Wilberowskim rozumieniu świata jest pojęcie ewolucji i rozwoju. To właśnie badania nad rozwojem człowieka (The Atman Project) oraz rozwojem społeczności (Up From Eden) doprowadziły do sformułowania AQAL. W badaniach nad rozwojem Wilber jest orędownikiem tzw. psychologii integralnej będącej połączeniem behawioryzmu, psychoanalizy oraz psychologii humanistycznej i transpersonalnej. Każda z nich, według Wilbera, bada ważny fragment ludzkiego doświadczenia, ale każda z nich robi to w sposób niepełny, bo ograniczony do jednej perspektywy, z której widzi człowieka. Żadnej zatem nie można gloryfikować, ale też żadnej nie wolno pomijać.

### Błąd Pre/Trans
Ważnym elementem w teorii Wilbera jest jasne rozgraniczenie poziomów rozwoju, o których mówimy. Zdecydowanie zaprzecza on poglądowi, jakoby istniały tylko dwa takie poziomy – preracjonalny (w prymitywnych kulturach, u małych dzieci) i racjonalny (do którego wszyscy zmierzamy). Uważa, że istnieje też trzeci, z punktu widzenia rozwoju – najważniejszy – poziom transracjonalny. Teoria ta przypomina teorię rozwoju ludzkości znaną z teozofii i dzieł Aurobindo. Jednak z tego powodu, że zarówno poziom pre-, jak i trans- są poziomami nieracjonalnymi, bardzo często są mylone. Pomyłkę tę nazywa błędem pre/trans (PTF – Pre/Trans Fallacy). Można zauważyć, że koncepcja ta, choć posługuje się językiem psychologicznym, nie nawiązuje do współczesnych teorii rozwoju poznawczego.

### Wieloraki rozwój
Badania nad rozwojem doprowadziły Wilbera do przekonania, że człowiek nie rozwija się jednotorowo. Przeciwnie – linii rozwojowych jest znacznie więcej i każda z nich jest w pewien sposób niezależna. Np. rozwój fizyczny (materia, ciało) może być na poziomie 7, psychiczny (emocje) – 4, umysłowy (rozum, intelekt) – 5, egzystencjalny (dusza) na 3, a duchowy zaledwie na 1. Dlatego można spotkać mistyków doskonale rozwiniętych duchowo lub umysłowych geniuszy, którzy jednak nie radzą sobie zupełnie w codziennym życiu w świecie. Stąd też postulat rozwoju integralnego i integralnej praktyki. Rozwój człowieka przebiega w procesie odróżniania i integracji, co Wilber opisuje poprzez koncepcję fulcrumów.

### Integralna praktyka
Według Wilbera integralna teoria rzeczywistości ma sens tylko wówczas, gdy prowadzi do integralnej praktyki. Polega ona na tym, że każdej linii lub, jak mówi Wilber, poziomowi rozwojowemu poświęcamy pewną część naszego czasu i energii, aby go rozwijać. Oto jak sam Wilber przedstawia to zagadnienie:
Weź jedną lub więcej praktyk dla każdego z tych poziomów – materii, ciała, umysłu, duszy i ducha – i ćwicz je wszystkie najlepiej jak możesz, indywidualnie i grupowo. Nie tylko na co dzień zaczniesz czuć się lepiej, ale radykalnie zwiększysz swoje szanse wejścia w twój najwyższy Stan, który jest samym Duchem, twoją najgłębszą tożsamością i najgłębszym impulsem. (Jeden Smak, tłum. H. Smagacz, s. 232–233)
Z pomocą takiemu rozwojowi przychodzi założony przez Wilbera Instytut Integralny, a konkretnie działający w ramach tego Instytutu program Integral Training.

### Opinie i kontrowersje
Psychiatra Stanislav Grof ocenił wiedzę i dzieła Wilbera bardzo wysoko, jednak skrytykował pominięcie psychologii pre- i perinatalnej z Wilberowskiego spektrum świadomości, oraz lekceważenie przez Wilbera psychologicznego znaczenia biologicznych narodzin i śmierci. Grof stwierdził, że teksty Wilbera mają „często agresywny polemiczny styl, łącznie z atakami ad personam z użyciem ostrych słów, co nie sprzyja dialogowi.”. Zwraca się również uwagę na to, że autor unika uczestnictwa w normalnym dyskursie naukowym i, choć posiada niewątpliwe talenty literackie, sposób jego argumentacji i unikanie krytycznej polemiki, przypomina działalność religijnych guru.

## Publikacje

### Wilber po polsku
1. Śmiertelni nieśmiertelni. Prawdziwa opowieść o życiu, miłości, cierpieniu, umieraniu i wyzwoleniu. (tłum. Aldona Biała, Warszawa, Jacek Santorski & Co Wydawnictwo, 1995.)
2. Niepodzielone. Wschodnie i zachodnie teorie rozwoju osobowości (tłum. Tomasz Bieroń, Poznań, Zysk i S-ka Wydawnictwo, 1996.)
3. Eksplozja świadomości (tłum. Karina Przechrzta, Elżbieta Kluz, Kraków, Abraxas, 1997.)
4. Krótka historia wszystkiego (tłum. Henryk Smagacz, Warszawa, Jacek Santorski & Co Wydawnictwo, 1999.)
5. Jeden Smak. Przemyślenia nad integralną duchowością (tłum. Henryk Smagacz, Warszawa, Jacek Santorski & Co Wydawnictwo, 2000.)
6. Psychologia integralna. Świadomość, duch, psychologia, terapia (tłum. Henryk Smagacz, Warszawa, Jacek Santorski & Co Wydawnictwo, 2000.)
7. Integralna teoria wszystkiego. Wizja dla biznesu, polityki, nauki i duchowości (tłum. Cezary Urbański, Poznań, Zysk i S-ka Wydawnictwo, 2006.)
8. Małżeństwo rozumu z duszą (tłum. Henryk Smagacz, Warszawa, Jacek Santorski & Co Wydawnictwo, 2008.)
9. Spektrum świadomości (tłum. Jacek Majewski, Warszawa, Jacek Santorski & Co Wydawnictwo, 2009.)
10. Boomeritis  (tłum. Krzysztof Mazurek, Warszawa, Czarna Owca, 2010.)

### Wydania książkowe (anglojęzyczne)
1. The Spectrum of Consciousness (Wheaton, Ill., The Theosophical Publishing House, 1977.)
2. No Boundary: Eastern and Western Approaches to Personal Growth (Los Angeles, Center Publications, 1979.)
3. The Atman Project: A Transpersonal View of Human Development (Wheaton, Ill., The Theosophical Publishing House, 1980.)
4. Up from Eden: A Transpersonal View of Human Evolution (Garden City, New York, Anchor/Doubleday, 1981.)
5. The Holographic Paradigm and Other Paradoxes: Exploring the Leading Edge of Science (Boulder, Shambhala. Chapters by Ken Wilber: 'Introduction,' 'Physics, Mysticism, and the New Holographic Paradigm: A Critical Appraisal,' 'Reflections on the New Age Paradigm: A conversation with Ken Wilber’, 1982.)
6. A Sociable God: A Brief Introduction to a Transcendental Sociology (New York, McGraw-Hill, 1983.)
7. Eye to Eye: The Quest for the New Paradigm (New York, Anchor/Doubleday, 1983.)
8. Quantum Questions: Mystical Writings of the World’s Great Physicists (Boulder, Shambhala (New Science Library), 1984.)
9. Grace and Grit: Spirituality and Healing in the Life of Treya Killam Wilber (Boston, Shambhala, 1991.)
10. Sex, Ecology, Spirituality: The Spirit of Evolution (Boston, Shambhala (Kosmos-trilogy, vol. 1), 1995.)
11. A Brief History of Everything (Boston, Shambhala, 1996.)
12. The Eye of Spirit: An Integral Vision for a World Gone Slightly Mad (Boston, Shambhala, 1997.)
13. The Marriage of Sense and Soul: Integrating Science and Religion (New York, Random House, 1998.)
14. One Taste: The Journals of Ken Wilber (Boston, Shambhala, 1999.)
15. The Collected Works of Ken Wilber, vol. I (The Spectrum of Consciousness / No Boundary / Selected Essays, Boston, Shambhala, 1999.)
16. The Collected Works of Ken Wilber, vol. II (The Atman Project / Up from Eden, Boston, Shambhala, 1999.)
17. The Collected Works of Ken Wilber, vol. III (A Sociable God / Eye to Eye, Boston, Shambhala, 1999.)
18. The Collected Works of Ken Wilber, vol. IV (Transformations of Consciousness / Integral Psychology / Selected Essays, Boston, Shambhala, 1999.)
19. The Collected Works of Ken Wilber, vol. V (Grace and Grit, Boston, Shambhala, 2000.)
20. The Collected Works of Ken Wilber, vol. VI (Sex, Ecology, Spirituality (2nd edition), Shambhala, 2000.)
21. The Collected Works of Ken Wilber, vol. VII (A Brief History of Everything / The Eye of Spirit, Boston, Shambhala, 2000.)
22. The Collected Works of Ken Wilber, vol. VIII (The Marriage of Sense and Soul / One Taste, Boston, Shambhala, 2000.)
23. Integral Psychology: Consciousness, Spirit, Psychology, Therapy (Boston, Shambhala (also part of volume IV of the Collected Works), 2000.)
24. A Theory of Everything: An Integral Vision for Business, Politics, Science and Spirituality (Boston, Shambhala, 2000.)
25. Boomeritis (2002.)
26. The Simple Feeling of Being: Visionary, Spiritual, and Poetic Writings (Shambhala, 2004.)
27. Integral Spirituality: A Startling New Role for Religion in the Modern and Postmodern World (Boston, Shambhala, 2006.)
28. The Many Faces of Terrorism (Boston, Shambhala, 2007.)
29. The Collected Works of Ken Wilber, vol. IX (Boomeritis/Sidebars/Endnotes, Boston, Shambhala, 2007.)
30. The Collected Works of Ken Wilber, vol. X (A Theory of Everything/Essays/Interviews/Forewords, Boston, Shambhala, 2007.)
31. The Collected Works of Ken Wilber, vol. XI (Kosmic Karma and Creativity, Boston, Shambhala, 2007.)
32. The Integral Vision: A Very Short Introduction to the Revolutionary Integral Approach to Life, God, the Universe, and Everything (Boston, Shambhala, 2007.)